# Rainawaytown
Rainawaytown är ett studioalbum av Kristofer Åström & The Rainaways, utgivet 2007. Den internationella utgåvan innehöll inledningsvis låtarna "Painbringer" och "It Got Me Drinking", men blev indragen av okänd anledning. Den 14 september 2010 postade Åström "Painbringer" på sin hemsida med anledning av det kommande riksdagsvalet, med uppmaningen till sina fans att komma ihåg att "hjärtat sitter till vänster".

## Låtlista
1. "Conjure Me" – 3:55
2. "The Dark" – 2:55
3. "All In" – 4:52
4. "Just a Little Insane" – 3:30
5. "A Little Out of Tune" – 3:26
6. "Fallen" – 5:00
7. "It's the Way" – 4:06
8. "Heavy on the Drinks" – 5:57
9. "Blacked Out" – 4:51
10. "Not Cool Again" – 4:43

## Mottagande
Skivan fick ett gott mottagande med en snittpoäng på 3,6/5.

## Listplaceringar
| Lista (2007) | Topplacering |
| ------------ | ------------ |
| Sverige      | 23           |

### Fotnoter
1. ↑  ”Rainawaytown”. Startracks. Arkiverad från originalet den 18 augusti 2010. https://web.archive.org/web/20100818202025/http://www.startracks.se/releases.asp?id=148. Läst 12 maj 2012.
2. ↑  ”News”. Kristoferastrom.com. Arkiverad från originalet den 17 mars 2011. https://web.archive.org/web/20110317062601/http://kristoferastrom.com/category/news/. Läst 12 maj 2012.
3. ↑  ”Rainawaytown”. Kritiker.se. https://kritiker.se/skivor/kristofer-astrom/rainaway-town/. Läst 12 maj 2012.
4. ↑  Placeringar på den svenska albumlistan